# Nichtzulassungsbeschwerde
Die Nichtzulassungsbeschwerde  wendet sich gegen die Nichtzulassung der Revision durch ein Gericht. Sie ist ein Rechtsbehelf und nicht zu verwechseln mit der Rechtsbeschwerde. 
Die Nichtzulassungsbeschwerde richtet sich außer im Verwaltungsverfahren, wenn das Ausgangsgericht die Revision nicht zugelassen hat, an das nächsthöhere Gericht. Dieses entscheidet durch Beschluss. Wird einer Nichtzulassungsbeschwerde stattgegeben, wird das Verfahren automatisch als Revisionsverfahren fortgeführt, anderenfalls wird das angefochtene Urteil rechtskräftig. Bis zur Entscheidung über die Nichtzulassungsbeschwerde wird die Rechtskraft der vorinstanzlichen Entscheidung jedoch gehemmt.
Im Verwaltungsverfahren ist die Nichtzulassungsbeschwerde an das Gericht zu wenden, das die Entscheidung gefällt hat. Hilft es der Beschwerde nicht ab, entscheidet das Bundesverwaltungsgericht über die Zulässigkeit.
Die Revision ist zuzulassen, wenn eine Rechtssache grundsätzliche Bedeutung hat, die Fortbildung des Rechts oder die Sicherung einer einheitlichen Rechtsprechung sie erfordert oder ein Verfahrensmangel geltend gemacht wird, auf dem die Entscheidung beruhen kann. Beispiele: Gehörsverletzung (Art. 103 Abs. 1 GG), Verstoß gegen das Verfassungsgebot des gesetzlichen Richters (Art. 101 Abs. 1 Satz 2 GG).
In der Zivilgerichtsbarkeit ist die Nichtzulassungsbeschwerde im 2. Abschnitt des 3. Buches der ZPO in § 544 ZPO geregelt. Sie ist nur statthaft, wenn der Wert der Beschwer in der Hauptsache 20.000 Euro übersteigt oder das Berufungsgericht die Berufung als unzulässig verworfen hat. Seit dem 1. Januar 2020 befindet sich diese Regelung in § 544 Absatz 2 ZPO, zuvor war dies in der EGZPO geregelt.
Für verwaltungsgerichtliche Verfahren ist die Nichtzulassungsbeschwerde in § 133 VwGO geregelt, für das arbeitsgerichtliche Verfahren in § 72a ArbGG, für das sozialgerichtliche Verfahren in § 160a SGG, für das finanzgerichtlichen Verfahren in § 116 FGO und für das kartellrechtliche Verfahren in § 75 GWB.